# 霍宗义
霍宗义（1933年12月—2020年7月30日），男，河北涿州人，中华人民共和国企业家，涿州东方实业股份有限公司原总经理，曾任涿州市政协副主席，第七、八届全国人大代表。